# 579-та фольксгренадерська дивізія (Третій Рейх)
579-та фольксгренадерська дивізія (Третій Рейх) (нім. 579. Volksgrenadier-Division) — піхотна дивізія народного ополчення (фольксгренадери) вермахту за часів Другої світової війни.

## Історія
579-та фольксгренадерська дивізія сформована 25 серпня 1944 року в ході 32-ї хвилі мобілізації на території Угорського королівства поблизу Капошвара за рахунок підрозділів розгромленої 326-ї піхотної дивізії. Але вже 17 вересня 1944 року її частини пішли на доукомплектування 326-ї фольксгренадерської дивізії.

## Райони бойових дій
- Угорщина (серпень — вересень 1944)

## Командування

### Склад
| 1944                                      |
| ----------------------------------------- |
| 1195-й гренадерський полк                 |
| 1196-й гренадерський полк                 |
| 1197-й гренадерський полк                 |
| 1579-й артилерійський полк                |
| 1579-та рота зв'язку                      |
| 1579-те дивізійне управління забезпечення |